# Акустичний потік
Акустичний потік — це стійкий потік в рідині обумовлений поглинанням високої амплітуди акустичних коливань. Це явище можна спостерігати поблизу звукових випромінювачів, або в стоячих хвилях усередині трубки Кундта. Це менш відома протилежність генерації звукового потоку.
Є дві ситуації, коли звук поглинається в середовищі поширення:
- При поширенні. Коефіцієнт ослаблення є {\displaystyle \alpha =2\eta \omega ^{2}/(3\rho c^{3})}, дотримуючись закону (загасання звуку) Стокса. Цей ефект більш інтенсивний при підвищених частотах і набагато більше в повітрі (де загасання відбувається на характерній відстані {\displaystyle \alpha ^{-1}}~10 cm, 1 МГц ніж у воді ({\displaystyle \alpha ^{-1}}~100 m, 1 МГц). В повітрі він відомий як Кварцовий вітер.
- біля межі. Або, коли звук досягає межі, або коли межа вібрує в нерухомому середовищі. Стіна вібрує паралельно самій собі створюючи поперечну хвилю, ослабленої амплітуди в межах коливального крайового шару Стокса. Цей ефект визначений на довжину загасання характерної довжини {\displaystyle \delta =[\eta /(\rho \omega )]^{1/2}} чий порядок становить кілька мікрометрів в повітрі і воді при 1 МГц.

## Походження: сила тіла за рахунок акустичного поглинання в рідині
Акустичний потік є нелінійним ефектом. Ми можемо розкласти поле швидкостей на частині вібрації і стійку частину {\displaystyle {u}=v+{\overline {u}}}. Частина вібрації {\displaystyle v} є звуковою, в той час як стійка частина являє собою швидкість акустичної течії (середня швидкість). Рівняння Нав'є-Стокса, для швидкості акустичного потоку:
{\displaystyle {\overline {\rho }}{\partial _{t}{\overline {u}}_{i}}+{\overline {\rho }}{\overline {u}}_{j}{\partial _{j}{\overline {u}}_{i}}=-{\partial {\overline {p}}_{i}}+\eta {\partial _{jj}^{2}{\overline {u}}_{i}}-{\partial _{j}}({\overline {\rho v_{i}v_{j}}}).}
Сталий потік походить від сили стаціонарного тіла  {\displaystyle f_{i}=-{\partial }({\overline {\rho v_{i}v_{j}}})/{\partial x_{j}}}, яка з'являється на правій стороні. Ця сила є функцією від того, що відомо як напруження Рейнольдса в турбулентності — {\displaystyle -{\overline {\rho v_{i}v_{j}}}}. Напруження Рейнольдса залежить від амплітуди звукових коливань, а сила тіла відображає зменшення в цій амплітуді звуку.
Ми бачимо, що це напруження є нелінійним (квадратичним) від амплітуді швидкості. Воно не нульове тільки тоді, коли амплітуда швидкості змінюється. Якщо швидкість рідини коливається через звук, як {\displaystyle \epsilon \cos(\omega t)}, квадратична нелінійність створює стійку силу, пропорційну {\displaystyle \scriptstyle {\overline {\epsilon ^{2}\cos ^{2}(\omega t)}}=\epsilon ^{2}/2}.

## Порядок величини акустичної потокової швидкості
Навіть якщо в'язкість відповідає за акустичний потік, значення в'язкості зникає з отриманих швидкостей потоку в разі близького до межі акустичного потоку.
Порядок потокових швидкостей:
- поблизу межі (поза граничним шаром):

{\displaystyle U\sim -{3}/{(4\omega )}\times v_{0}dv_{0}/dx,}
з {\displaystyle v_{0}} — швидкість звуку вібрації і {\displaystyle x} довжина межі(границі). Потік спрямований в бік зменшення звукових коливань (вібрації вузли).
- поблизу вібруючий шару залишку радіуса a, радіус якого пульсує з відносною амплітудою {\displaystyle \epsilon =\delta r/a} (або {\displaystyle r=\epsilon a\sin(\omega t)}) і чий центр мас також періодично перекладається з відносною амплітудою {\displaystyle \epsilon '=\delta x/a} (or {\displaystyle x=\epsilon 'a\sin(\omega t/\phi )}). з фазовим зміщенням {\displaystyle \phi }

{\displaystyle \displaystyle U\sim \epsilon \epsilon 'a\omega \sin \phi }
- Далеко від межі(границі) {\displaystyle U\sim \alpha P/(\pi \mu c)} далеко від початку потоку (з {\displaystyle P} — акустична потужність, {\displaystyle \mu } — динамічна в'язкість і {\displaystyle c} швидкість звуку). Ближче від початку потоку, швидкість визначена як корінь з {\displaystyle P}.